# جول أردوان مانسار
جول أردوان مانسار (بالفرنسية: Jules Hardouin Mansart)‏ وهو مصمم معماري فرنسي ولد في يوم 16 أبريل 1646 في مدينة باريس عاصمة فرنسا اختص بالفن الباروكي وقد كان يعمل بأمر من ملك فرنسا لويس الرابع عشر ملك فرنسا وقد صمم مباني أخرى في دول أوروبية أخرى توفي في يوم 11 ماي 1708.

## معرض صور

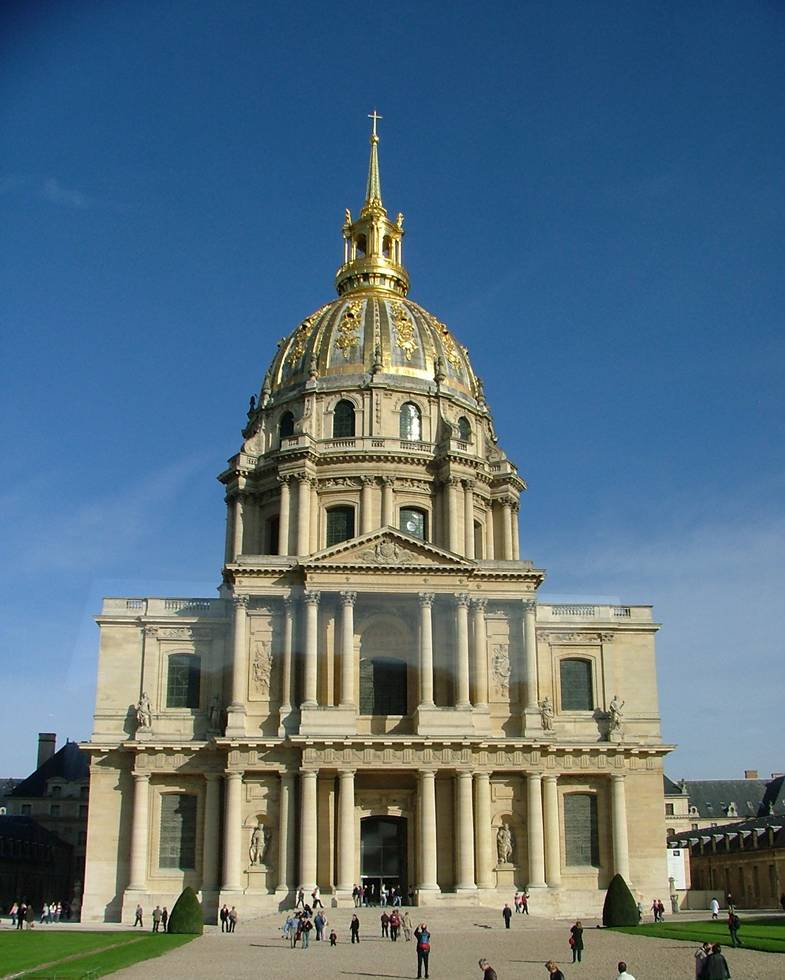
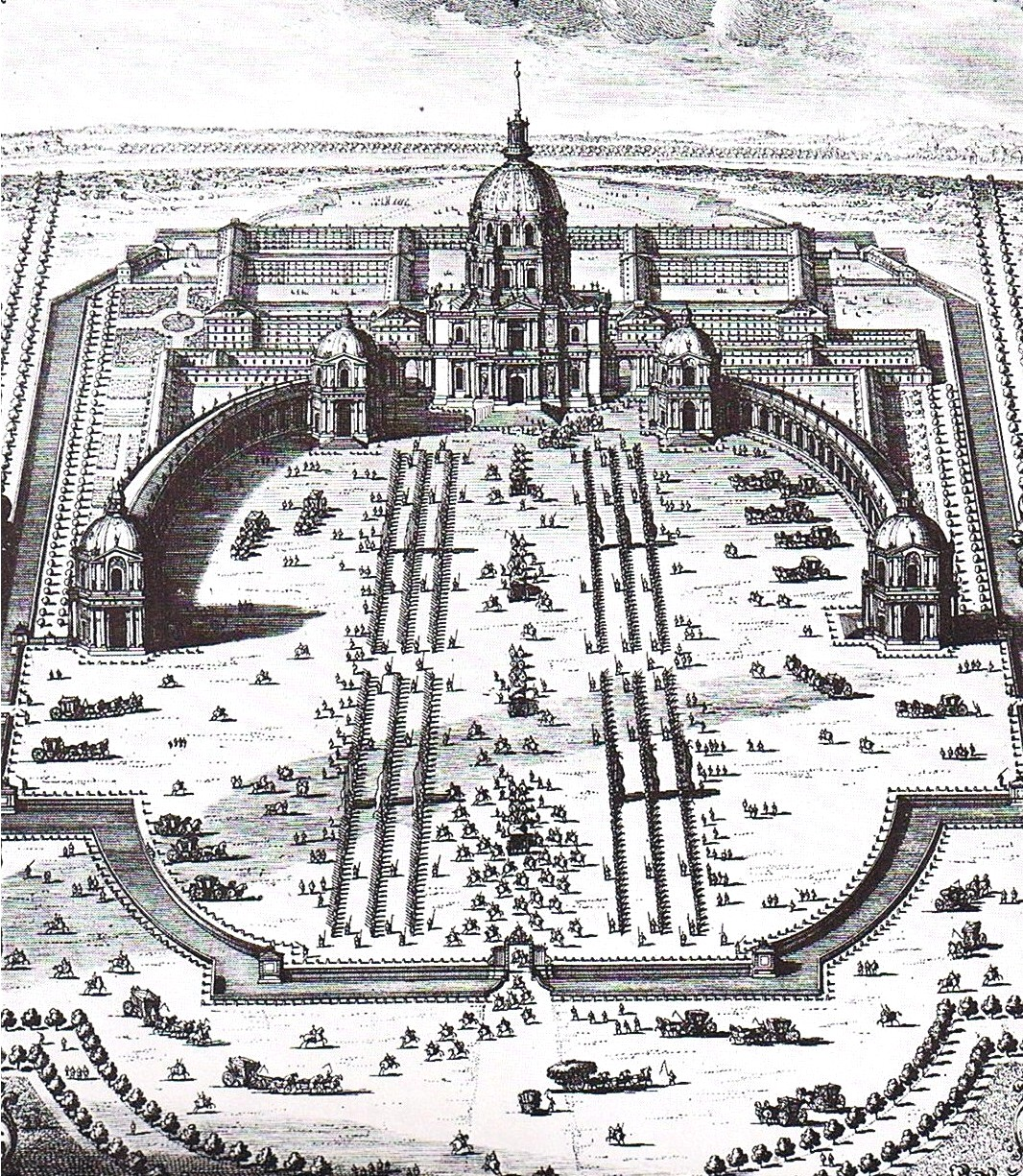
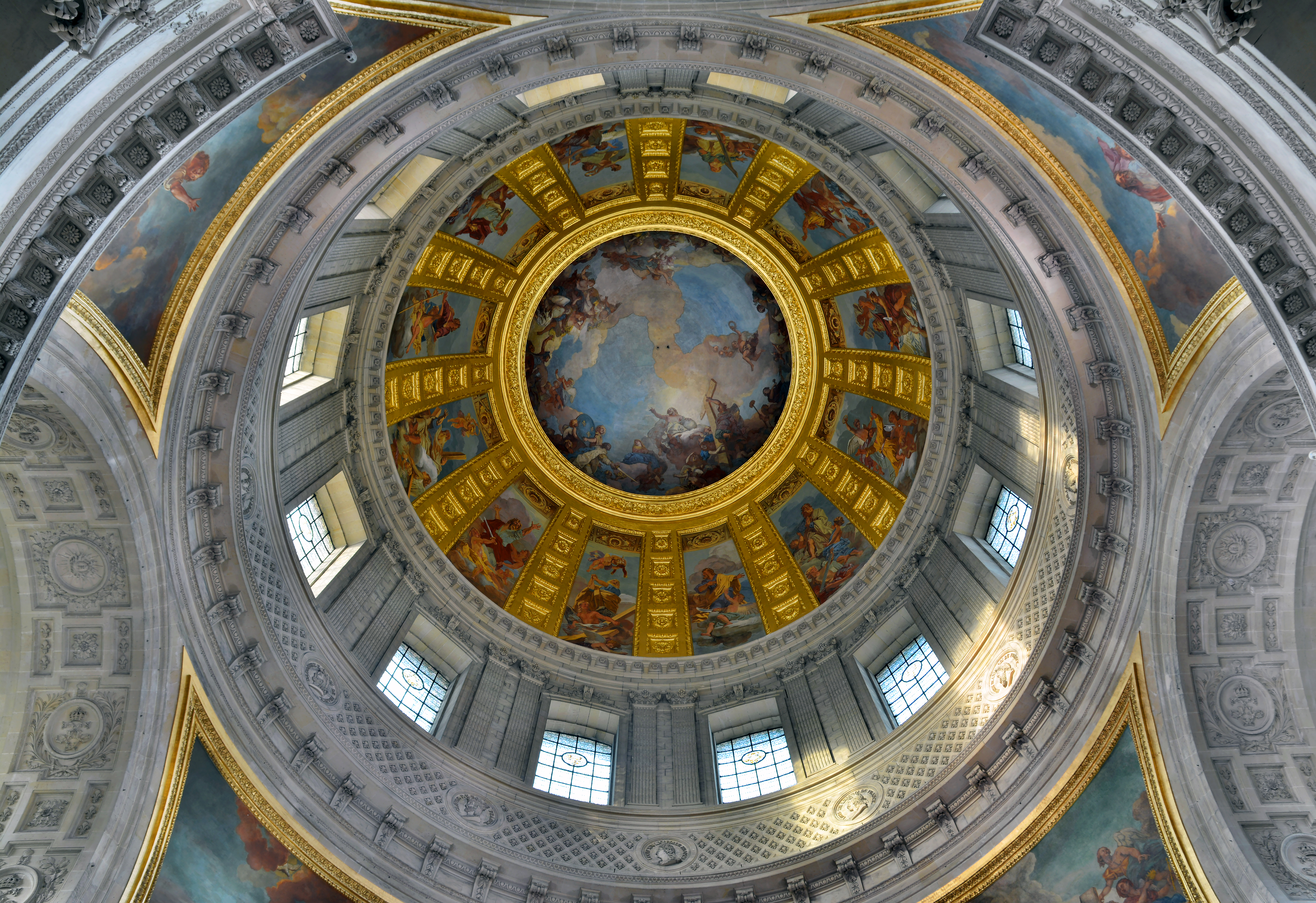
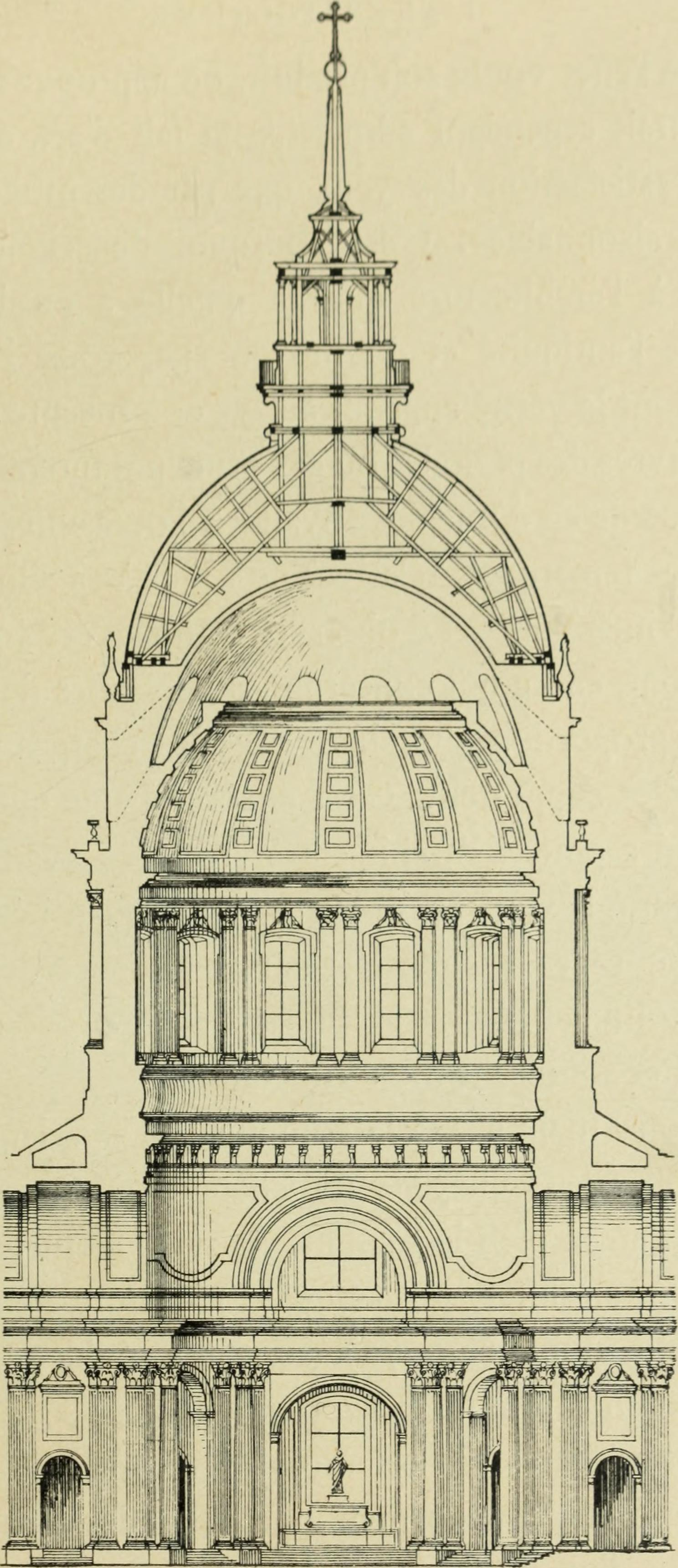